# 梅貽寶
梅贻宝（1900年11月5日—1997年10月18日），男，祖籍江苏武进，生于天津，中国教育家。

## 生平
1900年出生在天津。1918年毕业于天津南开中学，1922年清华学校毕业后赴美国习哲学，获欧柏林学院学士学位, 1924年在哈佛大学和哥伦比亚大学进修，1928年获芝加哥大学博士学位，随后在德国科隆大学做一年访问学者。归国后受聘于基督教燕京大学，历任注册课主任、教务处主任、讲师、教授、文学院院长、成都燕京大学代校长。
1949年后赴美执教，任美国爱荷华大学东方学教授兼远东中心主任。1954年東海大學邀請梅貽寶出任首任校長，梅氏以將前往普林斯頓大學擔任訪問學者為由婉拒。於1962年，梅氏曾獲推薦出任即將成立之香港中文大學校長之位，唯最終落選。1970年自美国爱荷华大学退休，同年9月1日复受聘为香港中文大学新亚书院校长直至1973年6月（本來獲董事長兼同校校友唐炳源邀請延任兩年至1975年，但最後拒絕），期間主持新亞書院馬料水新校舍建設。1973年新亞中學創辦後，他出任其校董會成員。

## 轶事
梅貽寶曾於1949年至1970年及1973年至1997年間兩度侨居美国，直至1997年病逝始终不愿加入美国籍。與此同時，由於曾經任職的燕京大學1949年後被中華人民共和國以「院校調整」之名停止，他對共產黨十分痛恨，以至在其卡片上刻意註明「現職燕京大學教授」身份，以示對中國共產黨清算學術界之不滿。

## 家族
先祖于明成祖年间由江南迁居至北京，后于天津落籍。四个哥哥分别是梅贻琦、梅贻瑞、梅贻琳和梅贻璠。

## 著作
著有《墨子政治及伦理著作选》、《墨子及其时代》和《大学教育五十年-八十自傳》等。